# Toschia telekii
Toschia telekii là một loài nhện trong họ Linyphiidae.
Loài này thuộc chi Toschia. Toschia telekii được Herman Theodor Holm miêu tả năm 1962.